# Giovanni Pieroni

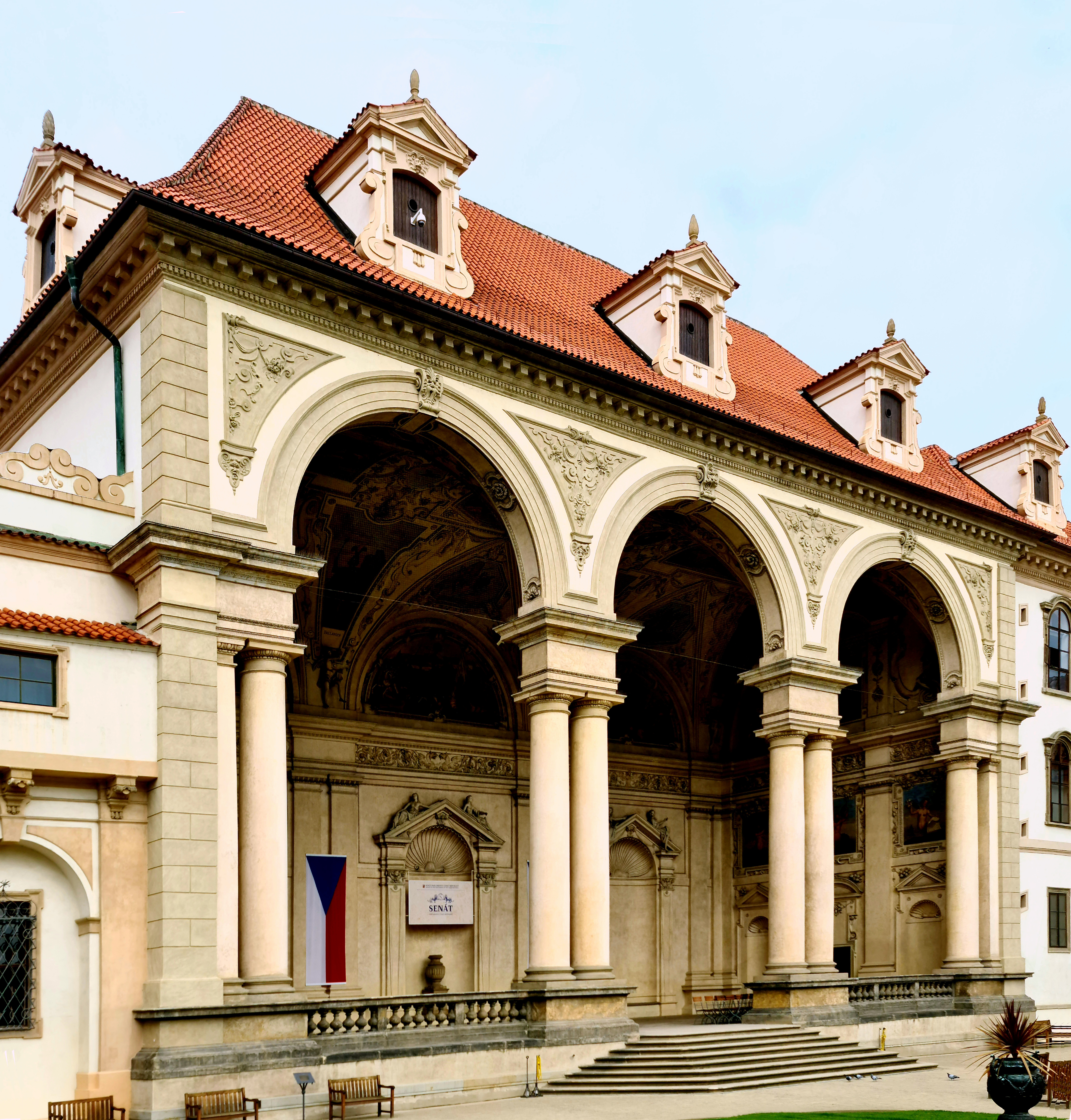
Pieronis Sala terrena im Palais Waldstein

Giovanni Pieroni (* 5. März 1586 in Florenz; † 1654 in Prag) war ein italienischer Architekt, Mathematiker und Astronom, der vor allem für Wallenstein und die Habsburgermonarchie tätig war. Schwerpunkt seiner Arbeit war neben der Errichtung einzelner ziviler Gebäude insbesondere die Konstruktion von Festungen. Berühmt wurde er auch als Astrologe und Autor von Horoskopen.

## Leben

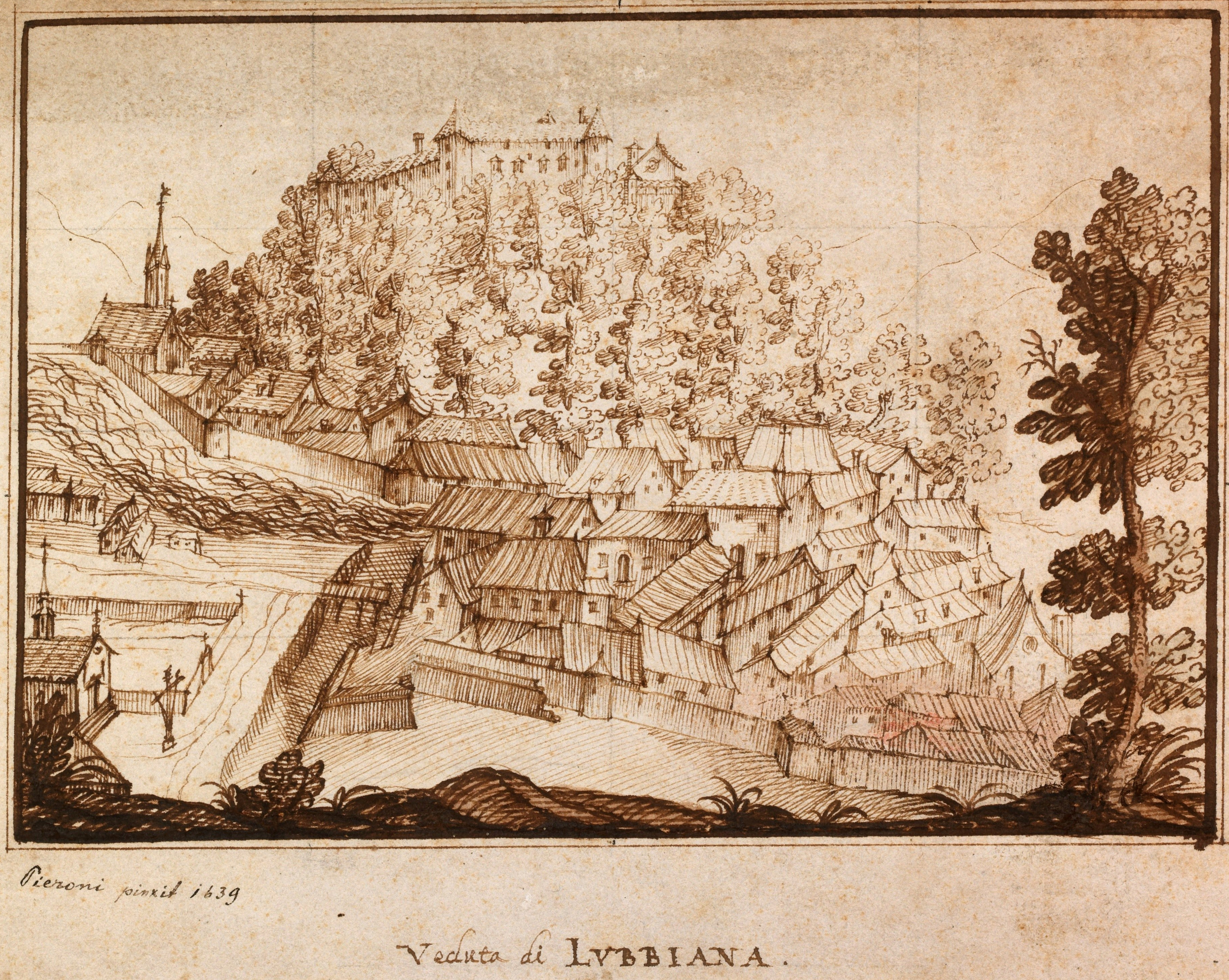
Skizze von Ljubljana 1639 nach Pieroni

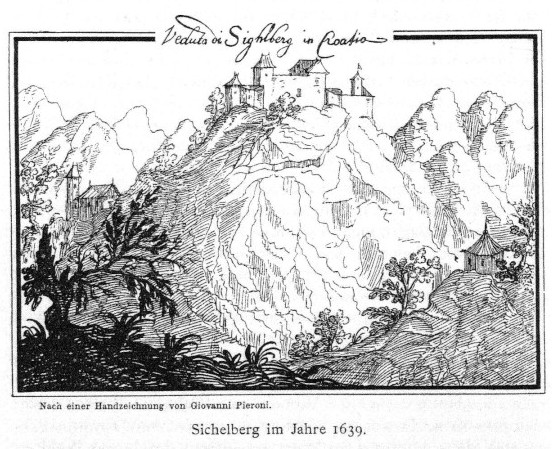
Sichelberg im Jahre 1639 nach einer Zeichnung von Giovanni Pieroni

Geboren wurde er in Florenz als Sohn von Alessandro Pieroni, der am Hof der Medici als Architekt arbeitete. Giovanni war ein Schüler Bernardo Buontalentis und stand in langjährigem freundschaftlichem Kontakt mit Galileo Galilei. 1608 erwarb er ein Doktorat in Rechtswissenschaften an der Universität Pisa.
1620 ersuchte Kaiser Ferdinand II. bei seiner Schwester, der toskanischen Großherzogin Maria Magdalena, um einen Festungsbauexperten und erhielt Pieroni empfohlen. Pieroni ging daraufhin zusammen mit seinem Assistenten Baccio del Bianco nach Wien. Für die Habsburger inspizierte er in den kommenden Jahren und Jahrzehnten zahlreiche Festungen und erstellte Pläne zu deren Verbesserung und Ausbau. Sein Assistent Bianco beschrieb ihn später als „astrologischen Architekten“.
Ab Herbst 1622 hielt er sich in Prag auf, wo er bald auf Albrecht von Wallenstein traf. In dessen Auftrag entwarf Pieroni den Garten und den Sala terrena des Palais Waldstein, möglicherweise auch die Reitschule des Anwesens. Die Dekoration des Palais mit astrologischen und astronomischen Darstellungen wird ebenfalls auf Pieroni und seinen engeren Mitarbeiterkreis zurückgeführt. In Wallensteins Residenzstadt Jičín erweiterte Pieroni die Kirche St. Jakob und zusammen mit Andrea Spezza das bestehende Schloss.
1627 lernte er in Prag Johannes Kepler kennen und nahm an dessen astronomischen Beobachtungen teil. Kepler trat kurz darauf ebenfalls in Wallensteins Dienste. Pieroni vermittelte zwischen Kepler und Galilei, dem er mehrere von Keplers Werken zusandte, und bemühte sich um die Veröffentlichung von Galileis Werken. Auch mit dem Hof der Medici blieb Pieroni in Kontakt, den er regelmäßig über politische, kulturelle und militärische Ereignisse in Prag informierte. Ebenfalls in 1627 errichtete Pieroni Bühnenbild und Maschinen für die Aufführung der Pastorale La transformatione di Calisto anlässlich eines Aufenthaltes des Kaisers in Prag.
Von 1628 bis 1632 verantwortete Pieroni im nächsten Projekt für Wallenstein den festungsartigen Ausbau von dessen Burg in Weißwasser. Für Rambaldo Collalto baute Pieroni 1629 die Schloss- und Gruftkirche von Burg Pirnitz in Mähren um. Für die Burg erstellte er auch einen Plan zum Umbau in einen idealtypischen Palazzo in fortezza, der aber nicht zur Ausführung kam. Im Jahr 1631 wurden stattdessen nur Repräsentationsräume in den älteren Teilen der Burg ausgebaut und verziert.
1635 erhielt Pieroni das nach Wallensteins Tod konfiszierte böhmische Lehen Dubenec verliehen, zunächst als Administrator, ab 1650 als fester Inhaber. Im Laufe der 1630er-Jahre ging er nach Wien zurück. Ab 1639 dokumentierte er im Auftrag des Hofkriegsrats den Zustand von Befestigungsanlagen in Kroatien und entlang der Militärgrenze. Auf Basis seiner Arbeit schrieb er mit dem Trattato delle fortificazioni moderne eine theoretische Abhandlung über den Festungsbau.
Die Reparatur und den beginnenden Ausbau der Prager Stadtbefestigung nach Ende des Dreißigjährigen Kriegs verantwortete Pieroni als Ingenieur im Auftrag der Stadtkommandanten Innocentio Conti und Jan van der Croon, als Baumeister unter ihm arbeiteten Carlo Lurago und Santino Bossi. In dieser Zeit entwarf Pieroni auch zusammen mit dem Militär Croon die Verteidigungsanlagen des Schlosses Náchod für den Schlossherrn Ottavio Piccolomini.
Nach Pieronis Tod 1654 übernahm der Ingenieur Filippo Talducci die Leitung des Prager Festungsbaus.